# 将軍様は太陽として永生なさる
「将軍様は太陽として永生なさる」(しょうぐんさまはたいようとしてえいせいなさる、朝鮮語: 장군님은 태양으로 영생하신다) は、朝鮮民主主義人民共和国 (北朝鮮) の楽曲である。作詞は崔俊景、作曲は薛太星による。

## 概要
北朝鮮の前最高指導者であり、2011年に死去した金正日を永久に讃えるため作られた。2011年内に制作され、発表されたのは翌年の朝鮮人民軍観閲式でのことである。金正日死去一周忌に当たる2012年12月17日には、朝鮮中央通信によりミュージック・ビデオ（演奏・合唱は功勲国家合唱団）が発表された。
前述の通り金正日を後世まで讃える歌であるため、北朝鮮国内で行われる様々な行事で演奏されている。